# Célula S
Las células S son un tipo de células que se encuentran en el epitelio de la primera porción del intestino delgado, sobre todo en el duodeno y el yeyuno.
Tienen la función de detectar los cambios de pH intraluminales y producir secretina.

## Función
Las células S se han clasificado como enteroendócrinas, dado que la secretina es una hormona local.
Cuando el duodeno contiene un exceso de ácido y el pH desciende de 4.5, las  células S se activan y producen secretina.
La secretina es una hormona polipeptídica de 27 aminoácidos que induce un aumento en la secreción de ion bicarbonato (HCO3−) por parte del páncreas, del hígado y de las glándulas de Brunner con el objetivo de neutralizar el exceso de acidez proveniente del quimo en su llegada al duodeno, elevando el pH en el interior del intestino delgado. El proceso constituye un mecanismo de autorregulación. La secretina también estimula la secreción de pepsinógeno en perros, gatos y humanos.
Otro efecto de la secretina en el humano, es que también aumenta el tono del esfínter de Oddi.